# Djiko FC de Bandjoun
Maillots
Actualités
Le Djiko FC de Bandjoun est un club de football camerounais de Bandjoun dans la région de l'Ouest, fondé en 2011 sous le nom de Feutcheu FC.

## Historique
Le club fondé par son président Joseph Feutcheu en 2011, prend le nom de Djiko FC de Bandjoun en 2020. Le club promu en  Ligue 2 en 2012, obtient le titre de Vice-champion Elite Two 2016 et gagne sa promotion en Elite One. 
Promu en 2017 en championnat national, il termine 4e en 2017, 10e en 2018, 3e de la phase finale en 2019 et 5e en 2019-2020.
Djiko FC est relégué en Elite Two au terme de la saison 2022-2023.

## Palmarès
- Championnat du Cameroun de deuxième division
  - Vice-champion : 2016